# Nicolaes van Borculo

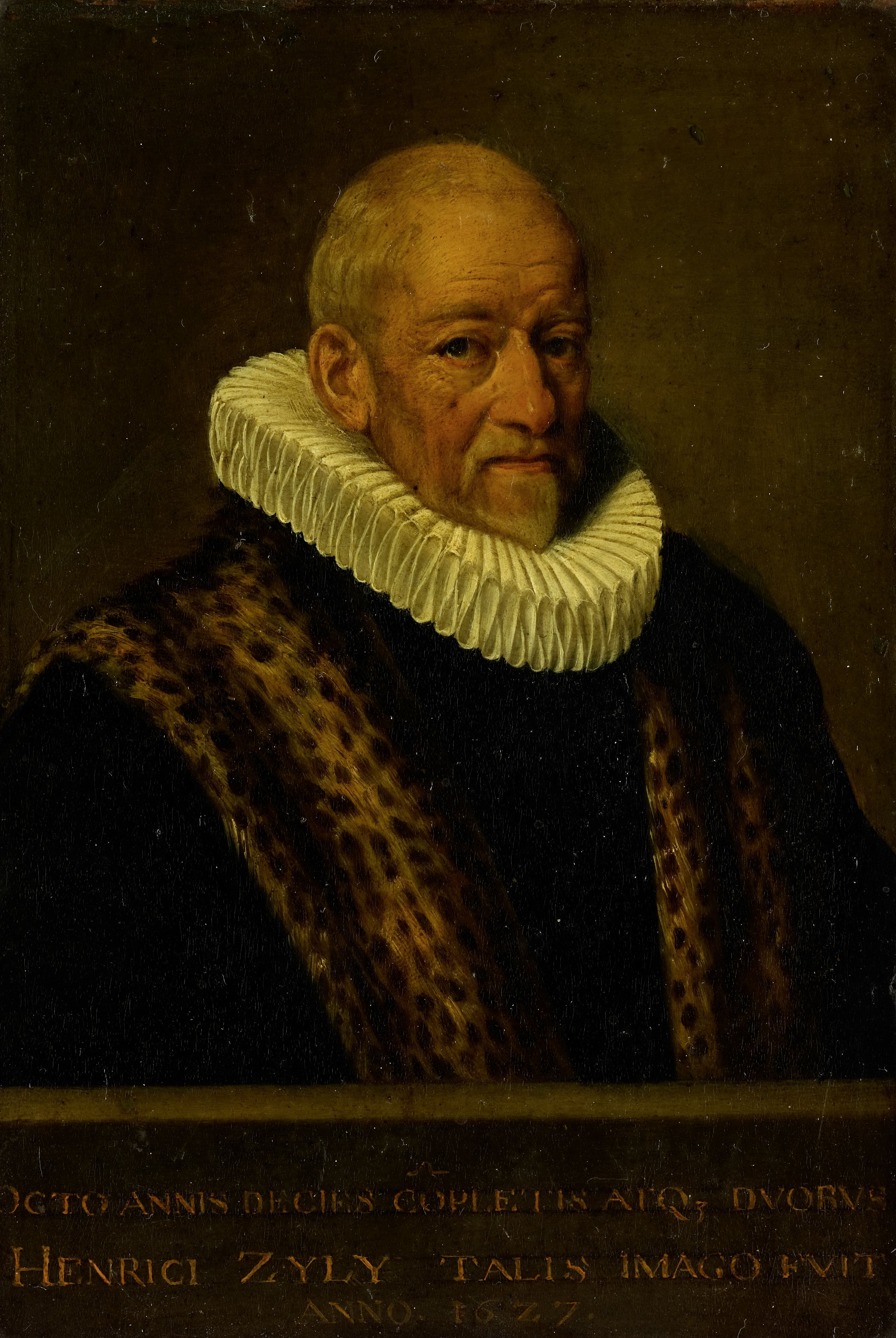
Portret van Henricus van Zijl (1545-1627) door Nicolaes van Borculo

Nicolaes van Borculo (Utrecht, 1575 (geschat) - Utrecht 23 mei 1643) was een Nederlandse kunstschilder.
De grootvader van Nicolaes van Borculo was de Utrechtse drukker-uitgever-houtsnijder Herman van Borculo, die vanaf 1536 in Utrecht woonde en in 1576 is overleden. Herman was eigenaar van de drukkerij "In 't Vliegend Hert" bij de Domtoren. Zijn zoon Hendrik had vier zonen, waar Nicolaes van Borculo er 1 was. Nicolaes bracht tussen 1605 en 1608 tijd door in Rome. In 1618 wordt hij lid van het Utrechtse schildersgilde (Lucasgilde). Hij trouwt op 27 mei 1620 met Anna van Rosweijde.
In 1627 schildert Nicoleas de Utrechtse raadsheer Henricus van Zijl. Het is het enige schilderij dat van Nicolaes van Borculo bekend is. In sommige verkoopcatalogi worden nog andere schilderijen genoemd die aan hem toegeschreven kunnen worden. Van geen van deze schilderijen is een eigenaar of afbeelding bekend.
- Een Italiaans Bruggetje van J. Burkelo - Verkoping 17 juli 1709
- Een Rijn-gezichtje van J. Burkeloo - Verkoping 12 september 1708
- Een uitvoerig Landschap door B. Borkulo - Verkoping 8 april 1755